# Радіотракт

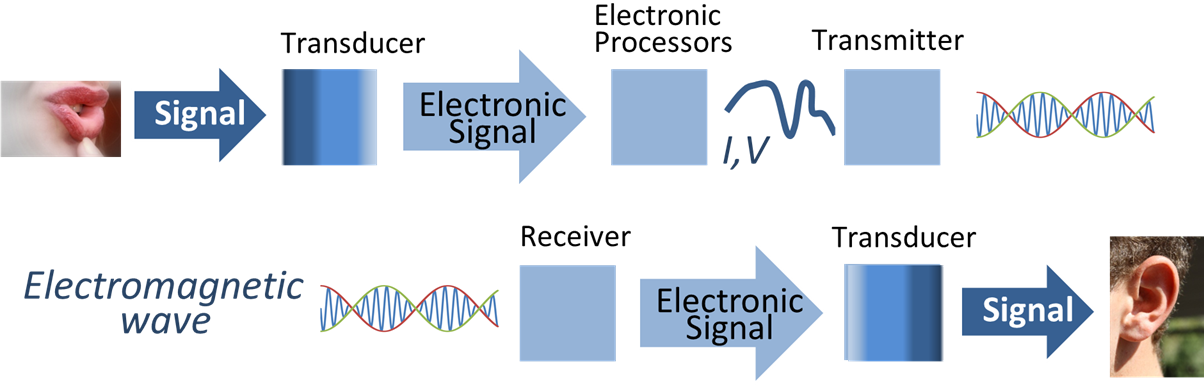

Радіотра́кт - тракт зв'язку, в якому використовуються радіохвилі.
Тракт зв'язку -  комплекс технічного обладнання та ліній зв'язку, призначений для формування спеціалізованих каналів передачі інформації. Тракт зв'язку характеризується певними стандартними показниками: смугою частот, швидкістю передачі інформації і т.п.
Тракт радіозв'язку - будь-яка частина радіоканалу, що виконує певні функції.
Тракт радіопередачі - шлях електричного сигналу від джерела до випромінювання в простір.
Тракт радіоприймання - шлях електричного сигналу від приймальної антени до кінцевого пристрою його відтворення.
До складу тракту передачі даних входять декілька нормалізованих каналів , апаратура передачі даних (у тому числі апаратура перетворення сигналів - модулятори і демодулятори , або модеми) , апаратура контролю за станом каналів , апаратура захисту від помилок і т.п. Поряд з трактами багатоканального зв'язку і передачі даних в техніці зв'язку використовуються тракти : нормалізовані телевізійні , звукового мовлення , широкосмугові , відеотелефонного зв'язку та ін.
Іноді поняття " Тракт зв'язку " використовується в більш вузькому сенсі (наприклад , антенно-хвилеводний тракт лінії радіорелейного зв'язку, груповий тракт апаратури імпульсно-кодової модуляції, лінійний тракт системи ущільнення і т.п.).